# Tyler Smith (cestista 1980)
Tyler Harrison Smith (Lake Forest, 7 gennaio 1980) è un ex cestista statunitense, professionista nella NBDL, in Sudamerica, Europa e Asia.

## Carriera
con gli Stati Uniti ha disputato le Universiadi di Pechino 2001.